# Paracheirodon
Paracheirodon è un genere di pesci d'acqua dolce, appartenente alla famiglia Characidae.
Sono conosciuti sotto il nome di pesce cardinale.

## Distribuzione e habitat
Queste specie sono originarie del Sud America, nei fiumi Orinoco, Solimões e Rio Negro, dove abitano acque basse e piuttosto scure.

## Descrizione
Le dimensioni delle tre specie sono minute: raggiungono al massimo i 3-3,5 cm.

## Specie
- Paracheirodon axelrodi
- Paracheirodon innesi
- Paracheirodon simulans